# Stará garda bolševiků
Stará garda bolševiků (rusky старая гвapдия большевиков; též staří bolševici) je neformální označení pro bolševiky, kteří k této frakci přistoupili ještě před říjnovou revolucí roku 1917. Mnoho z nich bylo za moskevských procesů popraveno.
Přísně vzato, starým bolševikem se mohl označovat pouze člen strany, který se přiklonil k bolševickému táboru ještě před revolucí v roce 1905. Především takto chápal pojem V. M. Molotov, který na otázku Felixe Čujeva, cítí-li se být starým bolševikem, odpověděl:
…Tihle staří bolševici… mimochodem, nikdy jsem se nepovažoval za starého bolševika – až do nedávné doby. Proč taky, že? Staří bolševici byli v roce 1905, bolševici se formovali před pátým rokem.
— A vy jste byl v šestém roce mladíkem. V šestnácti letech jste byl členem strany.
— A co. Jaký jsem starý bolševik?
— V roce 1912 jste začali vydávat Pravdu.
— No, sám bych se mohl už v době revoluce a po revoluci považovat za starého bolševika, ale vedle seděli staří vousáči, kteří v roce 1905 veleli, řídili… Klidně mohli být našimi otci. Naslouchal jsem jim, to je pravda, přestože jsem stál docela vysoko; už před Únorovou revolucí jsem byl v byru ústředního výboru, jedním ze tří členů, a aktivně se účastnil revoluce – a přesto nejsem ze staré leninské strany let 1903–1904. Ale mám k nim blízko, hodně blízko.

Josif Stalin odstranil mnoho starých bolševiků během Velkého teroru. Nejčastěji byli popraveni za zradu po politických procesech. Mnozí byli také posláni do gulagů, ale několik z nich, jako Alexandra Kollontajová, bylo posláno do ciziny jako velvyslanci. Někteří místo toho, aby čekali na ponižující rozsudek, vyřešili tento problém sebevraždou (jako např. Michail Tomskij).
Stará garda bolševiků existovala po celé období existence Sovětského svazu; v červenci roku 1991, pár měsíců před zánikem Sovětského svazu, zemřel její poslední příslušník Lazar Kaganovič.

## Všesvazové sdružení starých bolševiků
Při Istpartu (Komisi pro historii Říjnové revoluce a VKS(b); Комиссия по истории Октябрьской революции и РКП(б)) vzniklo v roce 1922 Všesvazové sdružení starých bolševiků; základním předpokladem vstupu bylo nepřerušené členství ve straně trvající osmnáct let (vztaženo k datu vzniku Sdružení, tedy od roku 1904). Později se kritéria členství poněkud uvolnila, tím je vysvětlen nárůst členů ze 64 při založení na přibližně dva tisíce v roce 1934, kdy bylo Všesvazové sdružení rozpuštěno.

## Známí staří bolševici
- Sultan Afandijev
- Andrej Andrejev
- Vladimir Antonov-Ovsejenko
- Jaan Anvelt
- Pjotr Aršinov
- Alexandra Arťuchina
- Varlam Avanesov
- Mešadi Azizbekov
- Ivan Babuškin
- Sergej Bagotskij
- Pavel Bažov
- Děmjan Bědnyj
- Lavrentij Pavlovič Berija
- Jan Berzin
- Vasilij Bljucher
- Cecilija Bobrovská
- Vladimir Bobrovskij
- Alexandr Bogdanov
- Vladimir Bonč-Brujevič
- Michail Borodin
- Nikolaj Brjuchanov
- Andrej Bubnov
- Nikolaj Bucharin
- Kote Cincadze
- Ilja Civcivadze
- Alexandr Culukidze
- Georgij Čičerin
- Vlas Čubar
- Gajoz Devdariani
- Pavel Dybenko
- Felix Dzeržinskij
- Ilja Erenburg
- Michail Frunze
- Jakub Ganěckij
- Alexej Gacev
- Saša Gegečkori
- Konstantin Gej
- Nikolaj Glebov-Avilov
- Nikolaj Gorbunov
- Andrij Ivanov
- Genrich Jagoda
- Xösäyen Jamaşev
- Jemeljan Jaroslavskij
- Avel Jenukidze
- Nikolaj Ježov
- Jakov Jurovskij
- Lazar Kaganovič
- Michail Kalinin
- Lev Kameněv
- Olga Kameněva
- Sergej Kavtaradze
- Michail Kedrov
- Platon Keržencev
- Alexandra Kimová
- Sergej Kirov
- Alexej Kiselev
- Alexandra Kollontajová
- Stanislav Kosior
- Jurij Kocjubinskij
- Grigorij Kramarov
- Pjotr Krasikov
- Leonid Krasin
- Nikolaj Krestinskij
- Naděžda Krupská
- Gleb Kržižanovskij
- Valerian Kujbyšev
- Ivan Kulik
- Dmitrij Kurskij
- Dmitrij Kuzmin-Karavajev
- Emanuel Kviring
- Nestor Lakoba
- Michail Laševič
- Martin Lacis
- Vladimir Lenin
- Maxim Litvinov
- Solomon Lozovskij
- Anatolij Lunačarskij
- Jurij Lutovinov
- Filipp Macharadze
- Roman Malinovskij
- Dmitrij Manuilskij
- Julian Marchlewski
- Ludwig Martens
- Vladimir Majakovskij
- Polikarp Mdivani
- Sergej Medveděv
- Vjačeslav Menžinskij
- Kirill Mereckov
- Anastáz Mikojan
- Vjačeslav Molotov
- Nikolaj Muralov
- Matvei Muranov
- Gavril Mjasnikov
- Nariman Narimanov
- Nikolaj Miljutin
- Viktor Nogin
- Georgij Oppokov
- Mamia Orachelašvili
- Sergo Ordžonikidze
- Jevgenij Pašukanis
- Pavel Postyšev
- Grigorij Petrovskij
- Osip Aronovič Pjatnickij
- Vadim Podbělskij
- Nikolaj Podvojskij
- Michail Pokrovskij
- Pjotr Pospelov
- Jevgenij Preobraženskij
- Vitalij Primakov
- Georgij Pjatakov
- Ejno Rahja
- Jukka Rahja
- Stanislav Redens
- Icka Rižinašvili
- Teodor Rotštejn
- Jan Rudzutak
- Alexej Rykov
- Martemjan Rjutin
- Timofej Sapronov
- Nikolaj Semaško
- Semjon Sereda
- Fjodor Sergejev
- Mykola Skripnik
- Ivan Skvorcov-Stěpanov
- Ivar Smilga
- Ivan Smirnov
- Vladimir Smirnov
- Grigorij Sokolnikov
- Alexandra Sokolovská
- Aaron Soltz
- Josif Stalin
- Jelena Stasová
- Jurij Steklov
- Pēteris Stučka
- Alexandr Svanidze
- Jakov Sverdlov
- Stepan Šaumjan
- Alexandr Šlichter
- Alexandr Šljapnikov
- Nikolaj Švernik
- Ivan Teodorovič
- Simon Ter-Petrosjan
- Michail Tomskij
- Valentin Trifonov
- Lev Trockij
- Nikolaj Uglanov
- Józef Unszlicht
- Mojsej Urickij
- Michail Vladimirskij
- V. Volodarskij
- Alexandr Voronskij
- Kliment Vorošilov
- Jevgenij Zamjatin
- Volodymyr Zatonskij
- Jakov Zevin
- Grigorij Zinovjev
- Vjačeslav Zof
- Andrej Ždanov

Staří bolševici
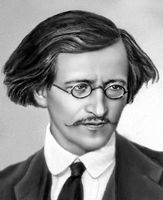
Vladimir Antonov-Ovsejenko
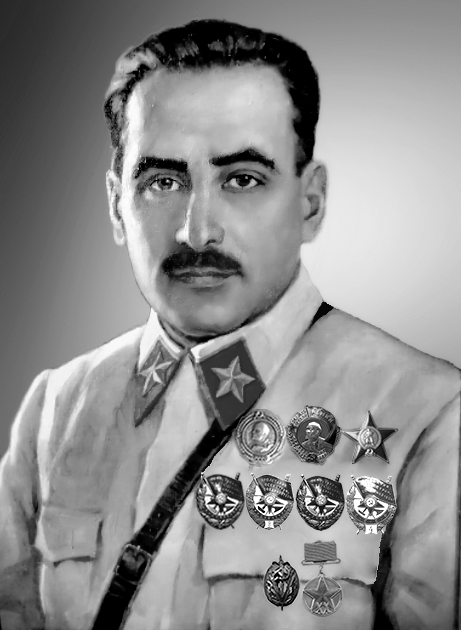
Vasilij Bljucher
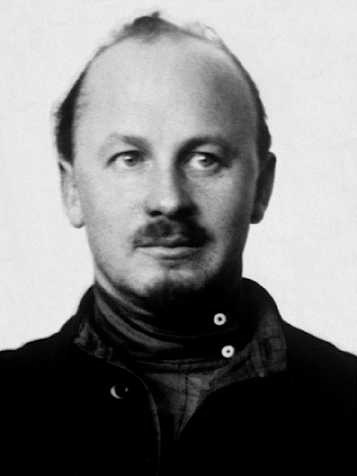
Nikolaj Bucharin
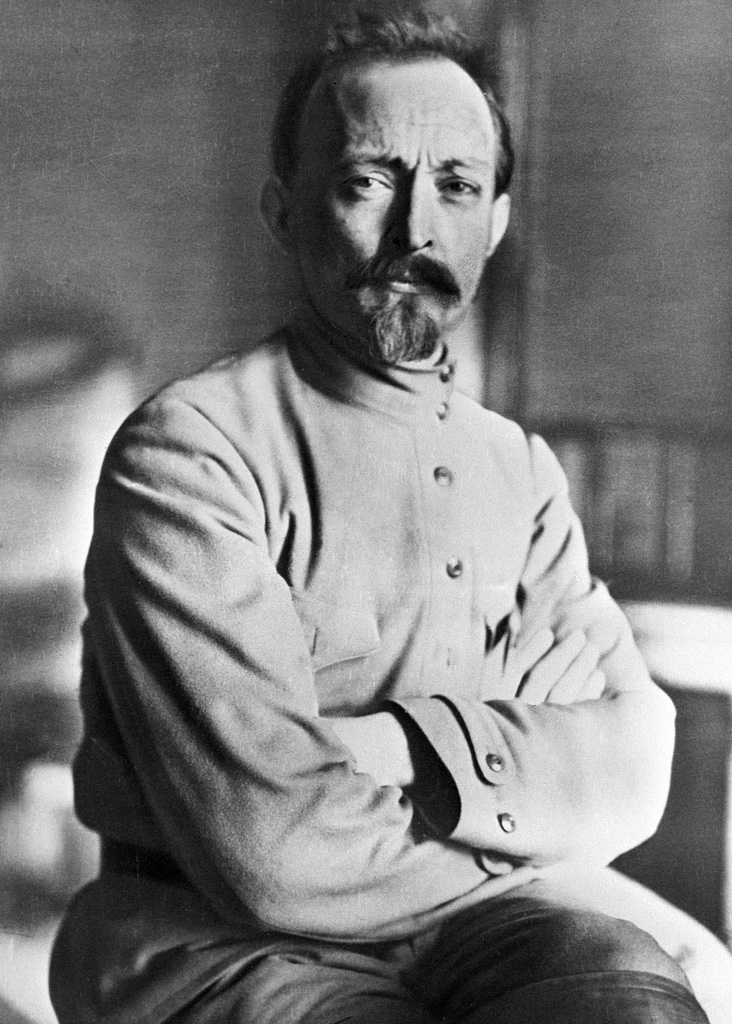
Felix Dzeržinskij
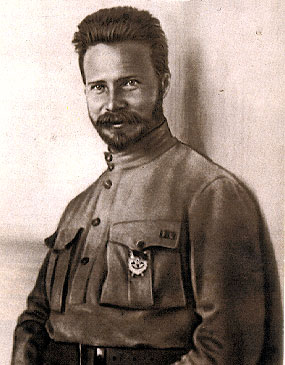
Michail Frunze
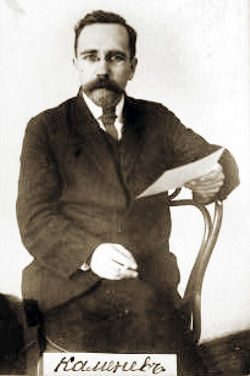
Lev Kameněv
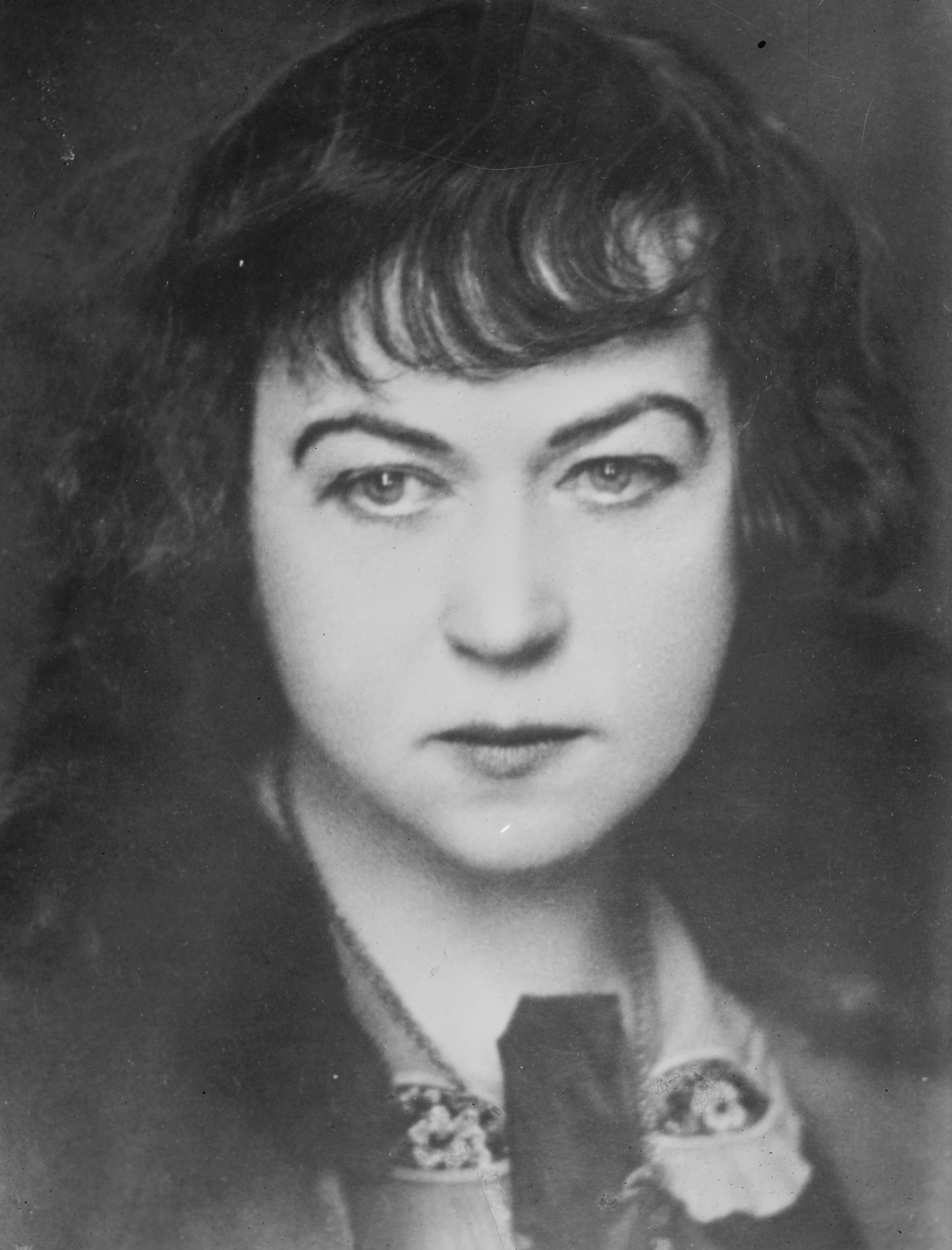
Alexandra Kollontajová
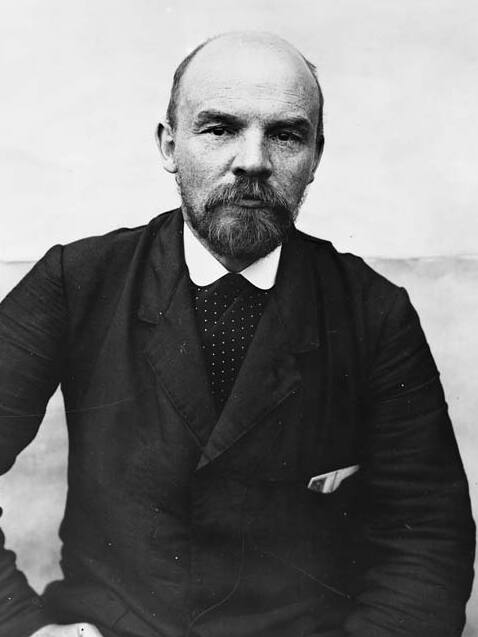
Vladimir Lenin
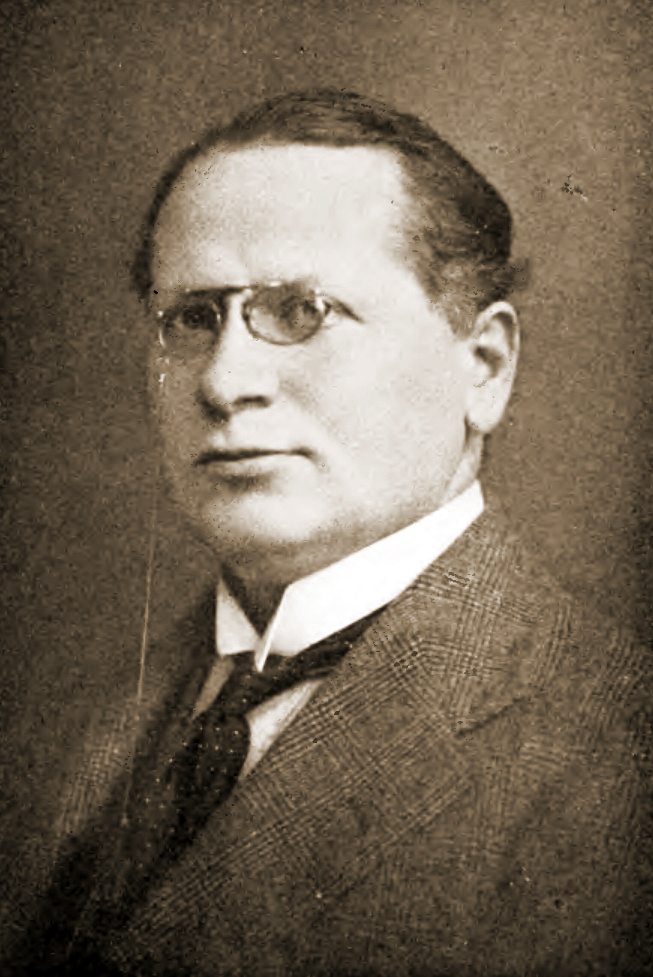
Maxim Litvinov
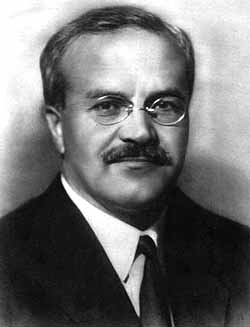
Vjačeslav Molotov
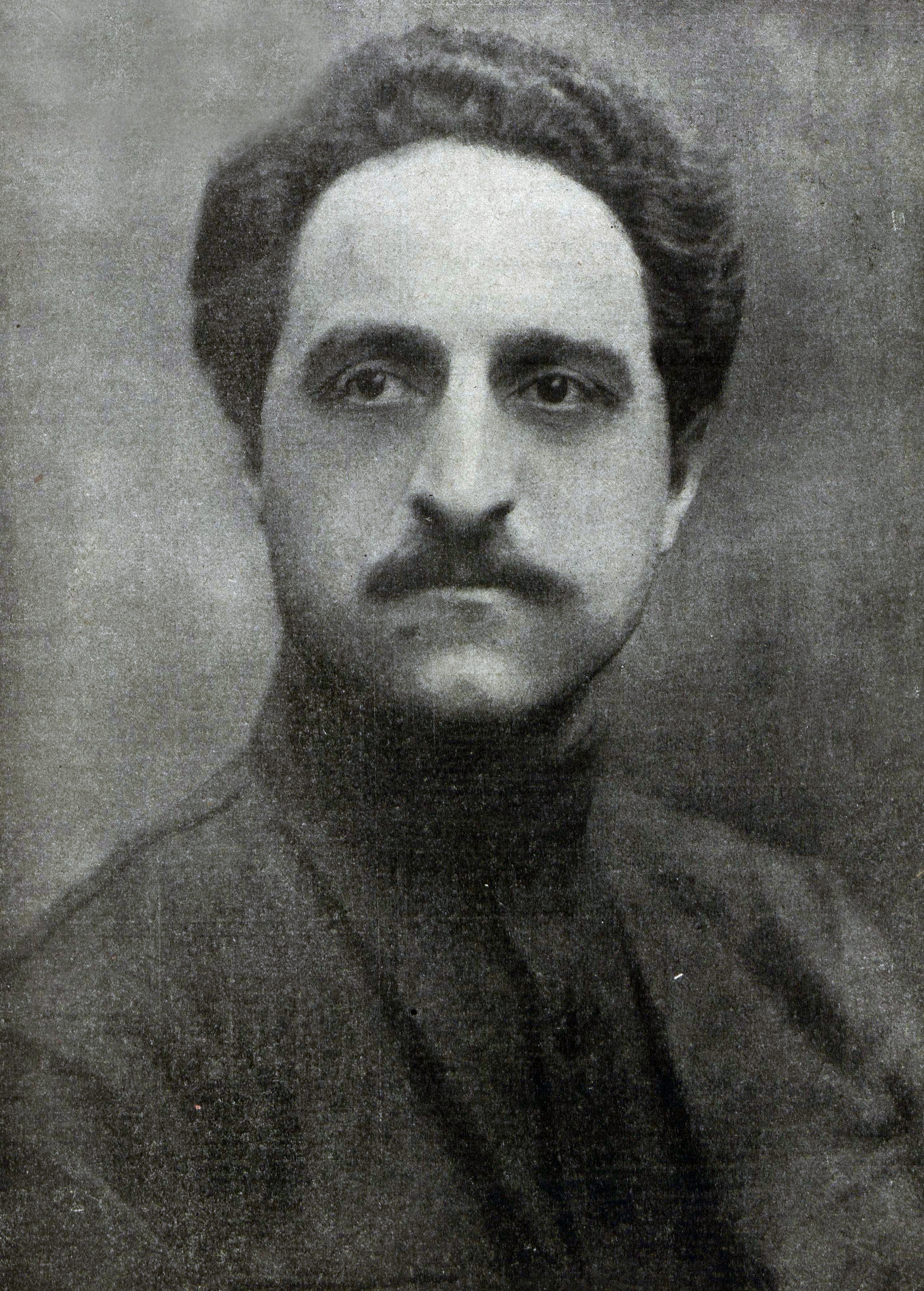
Sergo Ordžonikidze
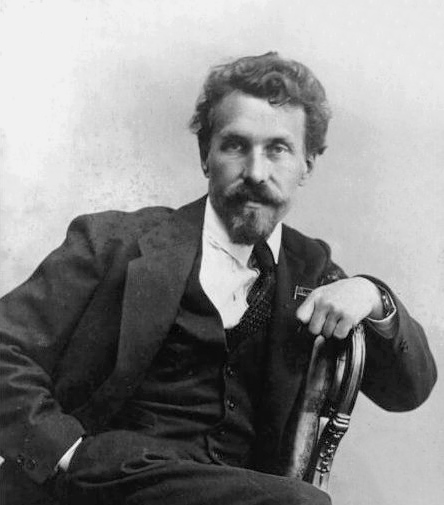
Alexej Rykov
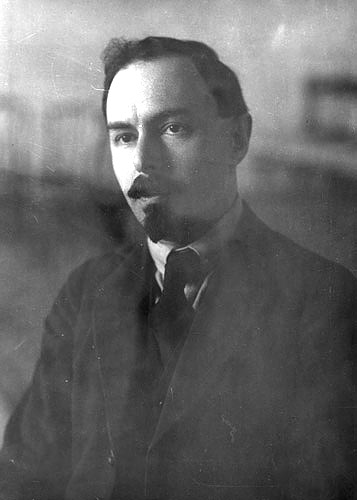
Grigorij Sokolnikov
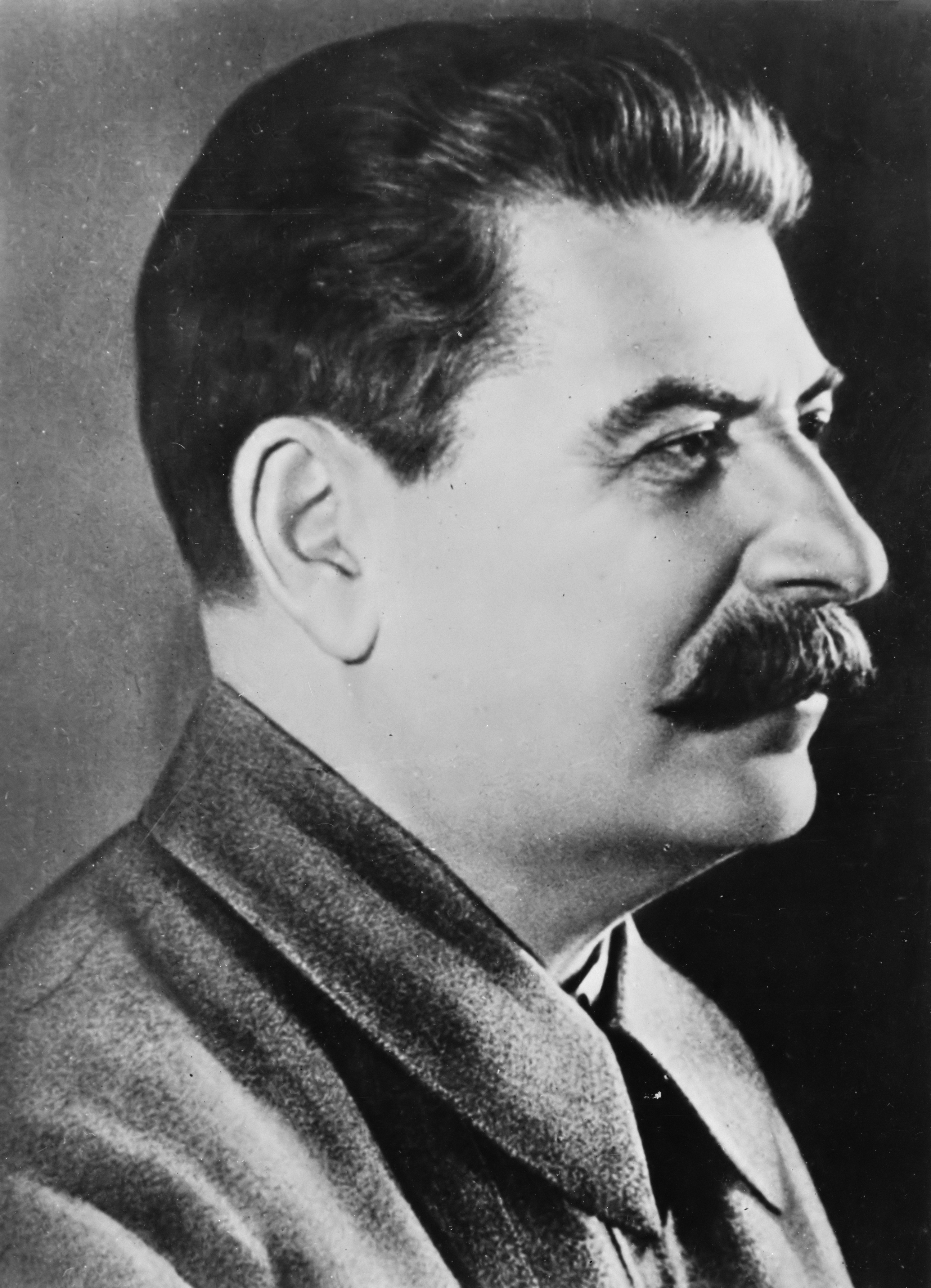
Josif Stalin
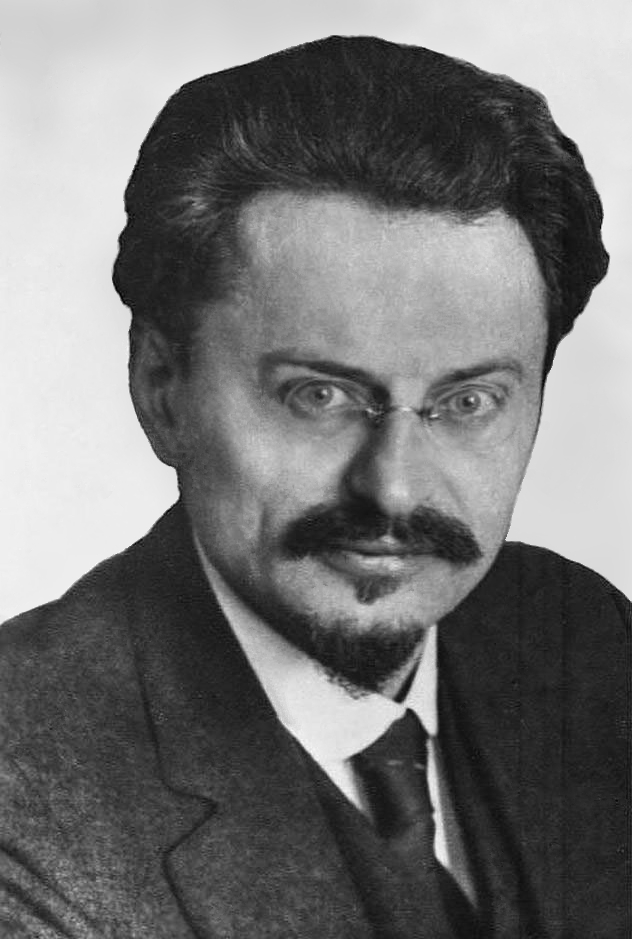
Lev Trockij